# Clé d'un sinogramme
Pour les articles homonymes, voir Clé et Radical.
La plupart des sinogrammes sont composés de plusieurs éléments graphiques juxtaposés (voir Composition d'un sinogramme). Les clés ou radicaux des sinogrammes sont des éléments graphiques qui entrent dans la composition des sinogrammes et qui sont utilisés pour les classer. Ce classement peut parfois avoir une certaine cohérence avec le sens des sinogrammes en question, c'est-à-dire que des sinogrammes partageant la même clé appartiendront à un même champ lexical.
La liste de clés utilisée actuellement par la plupart des dictionnaires est partiellement arbitraire. Elle trouve son origine dans le Dictionnaire de caractères de Kangxi (1716), qui a classé tous les caractères par des composants « tête de section », pris dans une liste de deux cent quatorze radicaux. Depuis, cette liste ou des variantes de celle-ci est utilisée par la plupart des dictionnaires, principalement pour classer graphiquement les caractères. Ce classement est également utilisé dans les dictionnaires japonais pour classer les sinogrammes utilisés dans cette langue sous le nom de kanji.

## Radical et clé
Une grande confusion règne entre les notions de radical et de clé. Un radical, tel qu'utilisé par Ramsey (1987, pp.136-137) Wieger (e.g., p.14-15), est un élément graphique d'un sinogramme comportant un sens. Ainsi le sinogramme 好 comporte 2 radicaux distincts : 女 et 子. La clé est le radical principal, celui qui va permettre de classer le sinogramme. La clé correspond à la notion de 部首.

## Clé et linguistique

Le caractère 媽 mā, qui signifie en chinois « mère », est formée par la clé nǚ (女), qui signifie « femme » et est située à gauche.

Les clés sont des radicaux (du latin radix, « racine »). En linguistique, ce terme désigne habituellement la plus petite et plus ancienne unité lexicale (sur base de laquelle on peut former des mots). Par analogie, les sinologues ont initialement utilisé ce terme pour désigner la partie d'un caractère chinois qui rappelle un sens. Par la suite, ce même terme a été utilisé pour un sens dérivé, le bushou (部首, en hanyu pinyin bùshǒu, en japonais bushu, en coréen busu), qui signifie littéralement la « tête de section », c'est-à-dire la section (ou clé) sous laquelle le caractère est rangé dans un dictionnaire. Il est fréquent que ces deux significations coïncident mais ce n'est pas systématique pour tous les caractères chinois. La fonctionnalité équivalente en cunéiforme ou en hiéroglyphes est appelée le déterminatif.
Par exemple, dans le caractère 媽 mā (« mère »), le radical de gauche (女), qui se prononce nǚ en chinois mandarin, est à la fois une indication sémantique (l'idée de femme) et la clé de dictionnaire sous laquelle le caractère est rangé. Inversement, le radical à droite du caractère, 馬 mǎ, fournit ici une indication purement phonétique : ce caractère signifie « cheval », sans rapport aucun avec le sens de « mère ».
Il faut souligner que le radical qui sert de clé ne donne pas nécessairement d'indication sémantique. Certaines clés ont une origine phonétique, d'autres sont purement conventionnelles.
En japonais particulièrement, pour éviter toute confusion, on distinguera la clé (indiquant une description sémantique ou idiologique) du radical phonétique (indiquant la prononciation sino-japonaise du caractère). Cette distinction entre clé et radical phonétique est présente dans la majorité des cas mais pas toujours : il existe des Kanji dont la clé joue aussi le rôle de radical phonétique (exemple : 后).
Exemple : 親 et 新 se prononcent tous deux "shin" car ils possèdent le même radical phonétique : 亲. En revanche, la clé n'est pas la même et c'est ce qui fait que la description diverge totalement : le premier décrit le parent alors que le second décrit quelque chose de nouveau.

## Singularisation des clés
L'émergence du rôle à part des clés semble tout devoir aux lexicographes : afin de classer les caractères et de pouvoir les retrouver, il fallait en effet trouver un système, une structure. L'origine des clés remonte au lexicographe Xu Shen (許慎/许慎 Xú Shěn, 58–147), qui vécut sous la dynastie des Han orientaux). Dans un ouvrage fondamental pour la lexicographie chinoise, le Shuowen jiezi (說文解字/说文解字, Shuōwén jiězì, « Explication des caractères et analyse des composés », quinze volumes publiés en 121), premier « vrai » dictionnaire de caractères écrit selon une démarche « scientifique », celui-ci classa les caractères recensés, environ dix mille, par clé (部首 bùshǒu « partie capitale »), en les appariant selon cinq cent quarante éléments graphiques et souvent sémantiques communs. C'est cette analyse qui lui a permis d'établir la première liste des radicaux (voir l'article Classification des sinogrammes pour plus de détails sur cette nomenclature très ancienne qui est aussi détaillée pour la première fois par Xu Shen).
Cette liste de clés a été ramenée à deux-cent quatorze dans les dictionnaires actuels (à partir du 字彙/字汇 Zìhuì, « Collection de caractères », de 梅膺祚 Méi Yíngzuò, 1615, liste entérinée par le 康熙字典 Kāngxī zìdiǎn « Dictionnaire de caractères de Kāngxī », 1716, et qui porte souvent son nom), chiffre modulable selon que les formes secondaires de tel ou tel radical sont recensées indépendamment ou non. La quasi-totalité des dictionnaires classiques fonctionne maintenant sur le classement par radicaux (voir l'article Dictionnaires de sinogrammes pour comprendre l'importance d'un tel classement pour la recherche dans les dictionnaires). En revanche, les dictionnaires édités dans les dernières décennies en Chine populaire classent les caractères suivant l'ordre alphabétique (latin) de leur transcription pinyin. Le classement par clé y est adjoint, de façon secondaire, sous forme d'un index qui renvoie le numéro de page mentionnant le caractère.
Depuis l'élaboration de la liste des clés, tout caractère doit, graphiquement, ne comporter que tout ou partie de ces radicaux, s'additionnant toujours dans le respect du carré théorique. De radicaux sémantiques, ils ont acquis celui d'éléments fondamentaux de l'écriture, des radicaux graphiques : en dernière analyse, il doit toujours être possible de décomposer un caractère, aussi complexe soit-il, en radicaux fondamentaux que l'on peut estimer à environ cinq cents (puisque pour de nombreux radicaux recensés par les dictionnaires, il existe des variantes).
La méthode des radicaux est assez universelle et la liste des 214 radicaux classiques sert de standard de facto. Ils servent également pour le codage informatique des caractères chinois et le codage unicode suit cette liste.
Mais la liste des radicaux effectivement utilisée peut varier d'un dictionnaire à l'autre. Certains radicaux rares sont regroupés sur d'autres plus communs et des formes simplifiées sont au contraire considérées comme des clefs indépendantes.
En pratique, les clefs sont utilisées comme un outil de classement lexicographique et les traditionnelles considérations sémantiques, étymologiques ou phonétiques ne sont plus guère prises en compte.

## Emplacements principaux
Il existe sept emplacements portant des noms particuliers:
| Place               | Nom japonais | Exemple    |
| ------------------- | ------------ | ---------- |
| À gauche            | hen 偏       | 女 dans 姫 |
| À droite            | tsukuri 旁   | 欠 dans 飲 |
| Au-dessus           | kanmuri 冠   | 雨 dans 雪 |
| Au-dessous          | ashi 足      | 心 dans 思 |
| En haut et à gauche | tare 垂れ    | 尸 dans 屍 |
| En bas et à gauche  | nyou 繞      | 廴 dans 建 |
| Autour              | kamae 構     | 門 dans 閉 |

## Repérage de la clé
Dans les images ci-dessous, la partie rouge du caractère est le radical. 
| Radicaux sémantiques + phonétiques idéo-phonogrammes                                                          | Radicaux sémantiques + sémantiques idéogrammes |
| --- | --- |
| 姐 jiě « sœur aînée » → « femme » + élément phonétique 且 qiě                                                 | 好 hǎo « (être) bon » → « femme » + 子 zǐ « enfant » (cliché de la femme tenant son enfant dans les bras comme symbole de la bonté)                                                                                          |
| 媽 mā « maman » → « femme » + élément phonétique 馬 mǎ                                                        | 姓 xìng « noms de famille » → « femme » + 生 shēng « naissance » (origine dans une ancienne coutume matrilinéaire ou dans l'habitude de désigner les épouses par « femme » + nom de clan dans les inscriptions votives Zhou) |
| 她 tā « elle » sur le modèle de 他 tā « il » par remplacement du radical 亻 « homme » pour indiquer le genre. | 妾 qiè « concubine » → « femme » + 立 lì « debout » ; la concubine n'est pas une épouse en titre et a rang d'attendante, de servante.                                                                                        |

On a choisi, à dessein, des exemples dans lesquels le radical graphique reste sémantique. Ce n'est pas toujours le cas. De plus, dans ces caractères, il est aisé de distinguer l'élément phonétique, le cas échéant, du radical, ce qui s'avère parfois plus complexe.

## Identification de la clé d'un caractère

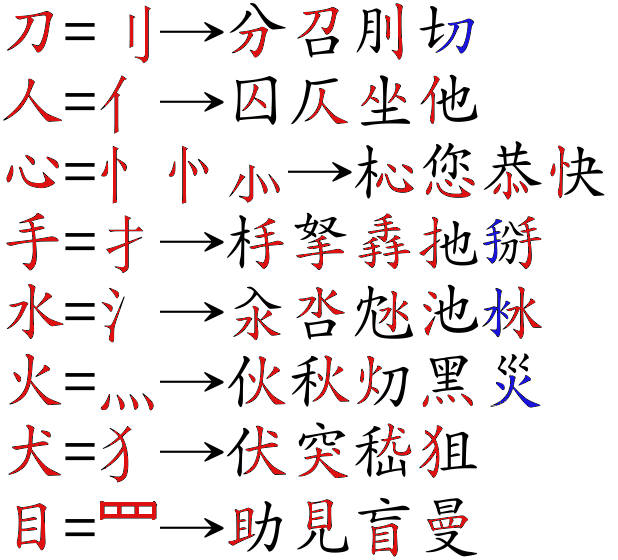
Quelques radicaux.

### Place de la clé
Dans les exemples précédents, le radical 38 : 女 (femme), est placé à gauche (dans 妞, 媽, 她, 好 et 姓) mais au-dessous dans 妾. Sa position la plus fréquente est à gauche, plus rarement en dessous mais il peut également apparaître (plus rarement) à droite (妆, 奿 et 妝). Le radical clé 女 n'apparaît jamais en position supérieure mais d'autres le font fréquemment, voire toujours, par exemple 40 : 宀 (toit), 118 : 竹 (bambou), etc. En fait, une clé peut apparaître n'importe où dans un caractère composé. On ne peut pas s'appuyer sur la place de tel ou tel composant pour identifier avec certitude quel est le radical clé d'un caractère. Cependant, en général, la clé se place plus fréquemment à gauche.
En revanche, deux radicaux homographes sont distingués par la place : 阝 « ville » (graphie en composition de 邑 yì ; voir plus bas) est toujours à droite comme dans 邗 tandis que 阝 « colline » (forme en composition de 阜 fù) est à gauche comme dans 阞.

### Formes variables des radicaux
En composition, c'est-à-dire dès qu'ils apparaissent accompagnés d'un autre radical ou d'un élément phonétique, nombre de radicaux changent de forme et s'adaptent (resserrement, écrasement), de façon à entrer dans le carré fondamental (voir l'article Composition d'un sinogramme).
Des modifications de forme plus importantes existent cependant pour un certain nombre de caractères, souvent par simplification du tracé. Ces graphies simplifiées sont souvent héritées des styles cursifs. On parle d'une « graphie en composition » dont certaines possèdent plusieurs variantes. En fait, le choix de la graphie dépend principalement de la place qu'occupe le radical par rapport aux autres constituants du caractère. La graphie en composition n'est enfin pas toujours obligatoire (dans l'image ci-dessus, la couleur bleue désigne les graphies « irrégulières »).
Parmi les graphies en composition le plus notables (outre 邑 → 阝 et 阜 → 阝), on peut citer :
- 刀 « couteau » qui devient 刂 à droite d'un autre élément :
  - exemples : 分, 召 ~ 刖 ;
  - contre-exemple : 切 ;
- 人 « homme » → 亻 à gauche :
  - 囚, 仄, 坐 ~ 他 ;
- 心 « cœur » → 忄 à gauche (plus rarement ⺗) :
  - 杺, 您, 恭* ~ 快 ;

*) Noter la deuxième forme écrasée de 心, ⺗, lorsqu'il est au-dessous.
- 手 « main » → 扌 à gauche :
  - 杽, 拏, 掱 ~ 扡 ;
  - contre-exemple : 掰 ;
- 水 « eau » → 氵 à gauche :
  - 汆, 呇, 沊 ~ 池 ;
  - contre-exemple : 沝 ;
- 火 « feu » → 灬 au-dessous :
  - 伙, 秋, 灱 ~ 黑 ;
  - contre-exemple : 災 ;
- 犬 « chien » → 犭 à gauche :
  - 伏, 突, 嵇 ~ 狙 ;
- 目 « œil » → ⺫ au-dessus :
  - 助, 見, 盲 ~ 曼.

Dans ces exemples, il n'importe pas de savoir si le radical est sémantique ou seulement graphique. La démonstration reste la même. L'image ci-dessus (dont on peut obtenir une version plus large) montre en bleu les radicaux qui n'ont pas la forme attendue.
Il faut aussi noter que la simplification ayant concerné certains radicaux, on trouve maintenant de nouvelles formes : 食 devient 飠 en composition dans les caractères traditionnels mais 饣 dans les simplifiés.

### Radicaux les plus fréquents
Les 214 radicaux ont des fréquences très inégales. Les vingt clefs les plus fréquentes entrent dans la composition de plus de dix mille caractères, soit la moitié des caractères chinois classiques. Notez que les idéogrammes entre parenthèses sont issus du chinois simplifié.
| Caractère | Clef no | Sens        | Nombre de caractères Unicode | Position usuelle |
| --------- | ------- | ----------- | ---------------------------- | --- |
| 水=氵=氺  | 85      | Eau         | 1 077                        | Très majoritairement à gauche sous forme simplifiée, avec quelques cas atypiques |
| 木        | 75      | Bois        | 1 013                        | Très majoritairement à gauche, jamais à droite |
| 艸=⺾     | 140     | Herbe       | 980                          | Toujours en haut |
| 金=釒(钅) | 167     | Métal       | 933                          | À gauche, généralement sous forme simplifiée, sinon en bas (exceptionnellement en haut dans 錱) |
| 口        | 30      | Bouche      | 755                          | Majoritairement à droite, parfois en haut ou en bas. A gauche pour former une onomatopée. |
| 手=扌     | 64      | Main        | 739                          | À gauche sous forme simplifiée, sinon généralement en bas |
| 人=亻     | 9       | Personne    | 644                          | Le plus souvent à gauche, sous forme simplifiée |
| 心=忄     | 61      | Cœur        | 580                          | À gauche sous forme simplifiée, sinon en bas (avec quelques cas atypiques) |
| 糸=糹(纟) | 120     | Fil de soie | 573                          | À gauche sous forme simplifiée, en bas ou à gauche en forme pleine |
| 言=訁(讠) | 149     | Parole      | 566                          | Pratiquement toujours à gauche (en forme simplifiée ou non), plus rarement en bas (position atypique dans 訄) |
| 女        | 38      | Femme       | 476                          | Majoritairement à gauche, secondairement en dessous, parfois dans des positions atypiques |
| 虫        | 142     | Bestiole    | 468                          | Majoritairement à gauche, mais se trouve dans toutes les positions |
| 土        | 32      | Terre       | 451                          | Le plus souvent à gauche (avec le trait inférieur qui remonte, comme dans 圠), sinon en bas |
| 火=灬     | 86      | Feu         | 446                          | Majoritairement à gauche, parfois en bas sous forme simplifiée ou non, jamais en haut |
| 鳥(鸟)    | 196     | Oiseau      | 399                          | Préférentiellement à droite, mais se trouve dans toutes les positions (le cas 鳧 étant exceptionnel) |
| 魚(鱼)    | 195     | Poisson     | 394                          | Majoritairement à gauche, parfois en bas, rarement à droite, exceptionnellement en haut (魯) |
| 竹=⺮     | 118     | Bambou      | 377                          | Toujours en haut |
| 山        | 46      | Montagne    | 361                          | Le plus souvent à gauche, sinon généralement au-dessus, jamais à droite |
| 肉=⺼     | 130     | Chair       | 345                          | Pratiquement toujours à gauche sous forme simplifiée, sinon en bas (ne pas confondre avec la lune) |
| 玉=王     | 96      | Jade        | 338                          | Pratiquement toujours à gauche sans le point, parfois en bas |
| 石        | 112     | Pierre      | 326                          | Pratiquement toujours à gauche, sinon en bas |
| 衣=衤     | 145     | Vêtement    | 282                          | Généralement à gauche, sous forme simplifiée ; dans les formes verticales, le caractère se décompose en deux parties qui encadrent la composition, et se trouve le plus souvent en bas sinon (裔 est l'exception) |
| 日        | 72      | Soleil      | 266                          | Toutes positions (bas, droite, gauche, haut) |

## Limites de cette classification
Actuellement, comme à l'époque de la liste à 540 unités, certains radicaux n'en sont pas réellement. Ils servent cependant à classer des caractères isolés qu'on ne pourrait recenser ailleurs. Ainsi, sous le radical 192 鬯 chàng « alcool rituel » n'est répertorié dans les dictionnaires courants que 鬱 yù « luxurieux », « dense », « mélancolique »; un dictionnaire plus complet (Couvreur) ne comportant que cinq entrées, et le répertoire des variantes ne recense que 30 composés. Les dictionnaires actuels ont tendance à éliminer de tels radicaux, d'autant plus qu'il reste possible de classer les caractères sous un autre élément, cette fois-ci graphique et non sémantique.
De plus, la classification de certains caractères composés sous un radical précis est sujette à caution : en effet, il n'est pas toujours possible de déterminer quel est le radical sémantique sans connaître l'étymologie du terme (ce qui est favorisé par le fait que la partie phonétique, très souvent, n'a plus de rapport avec la prononciation actuelle) ou bien le lien sémantique entre le radical et le caractère composé semble très lointain à la suite de l'évolution sémantique du caractère complet.
De nos jours, les dictionnaires courants classent de tels caractères sous plusieurs radicaux permettant ainsi des recherches croisées et entérinant du coup la notion de radical graphique au détriment de celui de radical sémantique.

## Recherche dans les dictionnaires
Parmi les méthodes de recherches proposées par les dictionnaires (ainsi que les traitements de textes, les méthodes de saisie informatique, etc.), celle mettant en œuvre les radicaux est une des plus communes.
Les caractères sont classés sous leur radical, par nombre de traits. Or, déterminer quel est le radical sémantique d'un caractère n'est pas chose aisée. C'est pour cette raison que les dictionnaires usuels utilisent principalement le radical dans son sens graphique et permettent souvent de trouver un caractère de plusieurs manières à partir de son vrai radical ou bien d'un autre élément graphique (voire phonétique). Par exemple, dans un dictionnaire (papier ou électronique) ou bien un traitement de texte, 義 peut être atteint par les radicaux 羊 ou 戈 alors que seul 羊 est considéré traditionnellement comme le radical sémantique. De plus, le support informatique accélère la recherche en permettant de croiser des radicaux : il suffit de demander la liste de tous les caractères possédant 羊 et 戈 comme éléments graphiques pour que, par recherche croisée, l'on obtienne une liste contenant des caractères comme 羢義儀羬羲 au sein desquels on accède à 義.
Toujours pour faciliter les recherches, il n'est pas rare que soient comptées au nombre des radicaux des graphies en combinaison. Par exemple, tel dictionnaire classera 心 dans la catégorie des radicaux à quatre traits et 忄 dans celle des radicaux à trois traits, séparant ainsi ce qui n'est, étymologiquement, qu'un même élément. L'utilisateur du dictionnaire n'a ainsi pas besoin de savoir que les deux graphies sont liées. Certains dictionnaires vont même jusqu'à introduire de nouveaux radicaux pour faciliter les recherches, en partant du même principe que 許慎/许慎 Xú Shěn puisqu'il est encore possible de trouver des éléments communs à plusieurs caractères qui ne soient pas des radicaux (mais un assemblage de radicaux). Les radicaux semblent donc maintenant être devenus surtout des outils de classification lexicographique.